# Megadeath
|  | Thrash metal-bandet Megadeth er navngivet efter begrebet. |
Megadeath er et begreb, der blev anvendt til at beskrive en begivenhed, hvor mere end en million mennesker dør på samme tid. Begrebet stammer fra Amerika, og blev brugt første gang i 1950'erne. Man antog det kunne blive aktuelt med atombombens udbredelse og forskellige konfliktoptrapninger.
| Samfund | Spire Denne samfundsartikel er en spire som bør udbygges. Du er velkommen til at hjælpe Wikipedia ved at udvide den. |